# Santo Antônio do Rio Verde
Santo Antônio do Rio Verde (SARV), é um distrito do município de Catalão, no estado de Goiás, localiza-se ao nordeste do referido município e tem aproximadamente 4500 habitantes (número não oficial). O Distrito é vinculado à cidade de Catalão desde 30/01/1844, onde foi criado por Resolução Provincial. O povoado foi fundado entre 1820 e 1830; o inicio do povoamento, provavelmente iniciou-se como parada de boiadeiros e tropeiros que trasladavam gado de Minas Gerais para São Paulo. Em 1860, o Governo Provincial criou a Recebedoria do Rio Verde, gerando grandes lucros e confusões à Província, de tal modo que Minas Gerais disputava a sua posse. Com o pequeno crescimento urbano, realizou-se a construção de uma Igreja Católica, finalizada em 1868, a qual serviu para expansão e principal referência do núcleo urbano do distrito. O Distrito permaneceu por décadas sem ter crescimento econômico e populacional, até que a partir dos anos 1980, começou a ser imergido na agroindústria e atualmente seu território é um grande produtor de grãos. Santo Antônio do Rio Verde é conhecido pelas façanhas de uma ilustre moradora do passado, a Caitaninha do Rio Verde, que no século XIX, realizava grandes proezas juntamente ao bando que formou, proezas contadas inicialmente por Cornélio Ramos e reeditada posteriormente por Dália Mendes.
Santo Antônio do Rio Verde é um distrito do município de Catalão, no estado de Goiás. O povoado foi fundado entre 1820 e 1830 e localiza-se ao nordeste do referido município. É um importante produtor de grãos, sobretudo soja e milho, além de produzir também trigo, ervilha, algodão, feijão e café. Possui importantes florestamentos de pinus e eucaliptos.
Tem aproximadamente 4.500 habitantes.